# Denis Thatcher
Pour les articles homonymes, voir Thatcher (homonymie).
Denis Thatcher, né le 10 mai 1915 et mort le 26 juin 2003 à Londres, est un homme d'affaires britannique. Il est l'époux de Margaret Thatcher, Première ministre du Royaume-Uni de 1979 à 1990.

## Biographie

### Jeunesse
Il interrompt ses études à la Mill Hill School alors qu'il n'a que 18 ans pour se consacrer aux affaires de la famille. Sentant que la guerre est imminente, il s'engage dans l'armée après les accords de Munich, en 1938.
Lors de la Seconde Guerre mondiale, il sert tout d'abord dans le 34th Searchlight (Queen's Own Royal West Kent Regiment) des Royal Engineers en tant que second lieutenant. Il est transféré dans le Royal Artillery le 1er août 1940. Il est promu capitaine, puis en 1945 il est fait Membre de l'Ordre de l'Empire britannique (MBE) lors de la campagne d'Italie. Démobilisé en 1946, il retourne s'occuper des affaires familiales, son père étant mort à l'âge de 57 ans, le 24 juin 1943, alors que Denis est en Sicile.

### Mariages

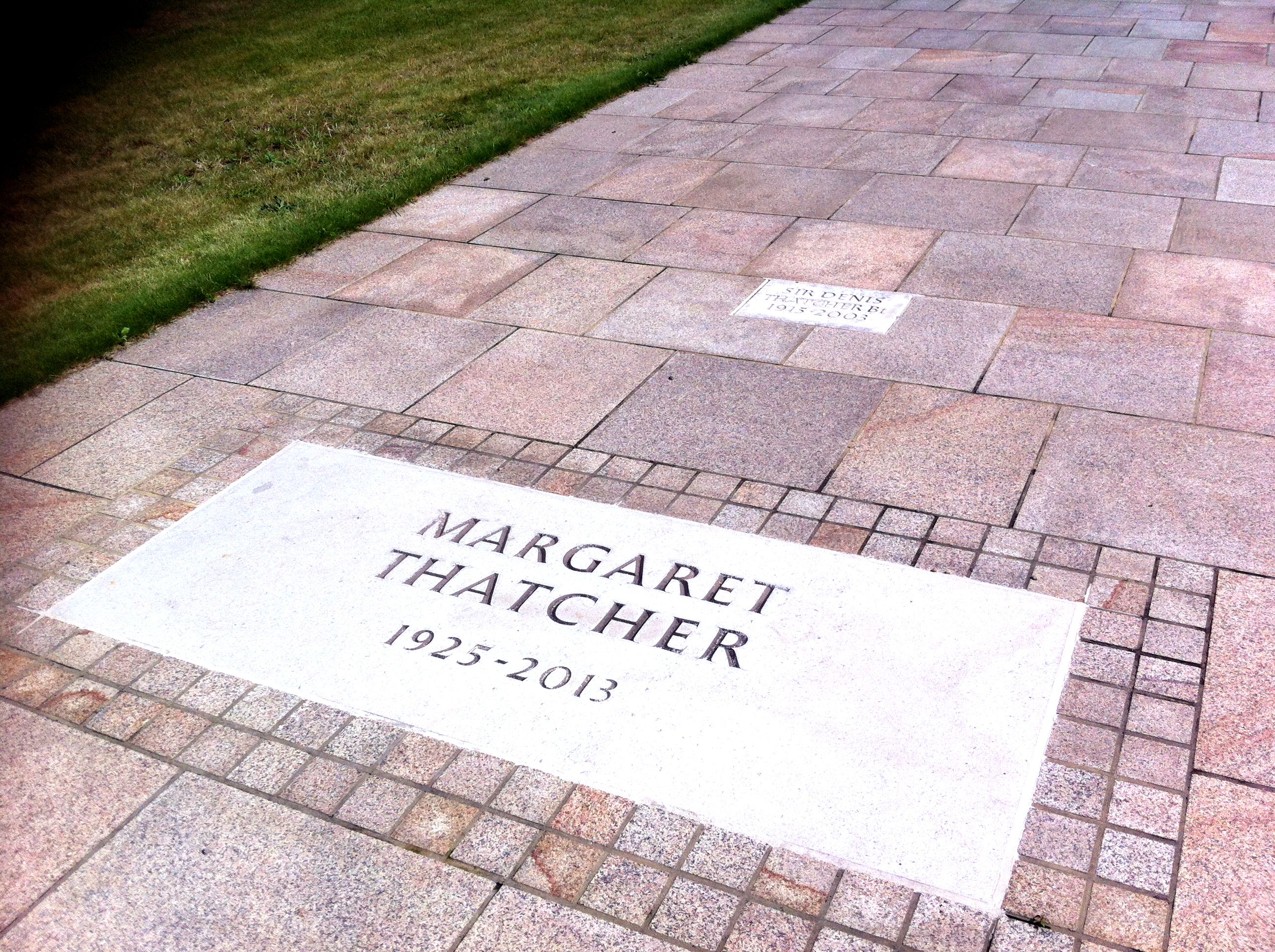
Tombeaux de Margaret et Denis Thatcher, Royal Hospital Chelsea

Divorcé de Margaret Kempson (1918-1996), dont il est l'époux de 1942 à 1948, il épouse Margaret Roberts en 1951 (dont il aura un fils, Mark Thatcher et une fille, Carol Thatcher, jumeaux, nés en 1953). Lorsqu'elle devient Premier ministre du Royaume-Uni, il s'installe au 10 Downing Street.
Il devient baronnet et est présent aux côtés de son épouse lors de galas et de cérémonies.
En 2003, atteint d'un cancer du pancréas, il meurt à Londres le 26 juin à 88 ans.

## Dans la fiction
Dans le film Rien que pour vos yeux (1981), son rôle est joué par John Wells et dans La Dame de fer (2011) par Jim Broadbent et Harry Lloyd.
Dans la saison 4 de la série The Crown, son rôle est joué par Stephen Boxer.
Il est brièvement nommé, dans le roman Le Poing de Dieu de Frederick Forsyth, comme jouant régulièrement au golf avec le père du héros, Mike Martin.